# YesAllWomen

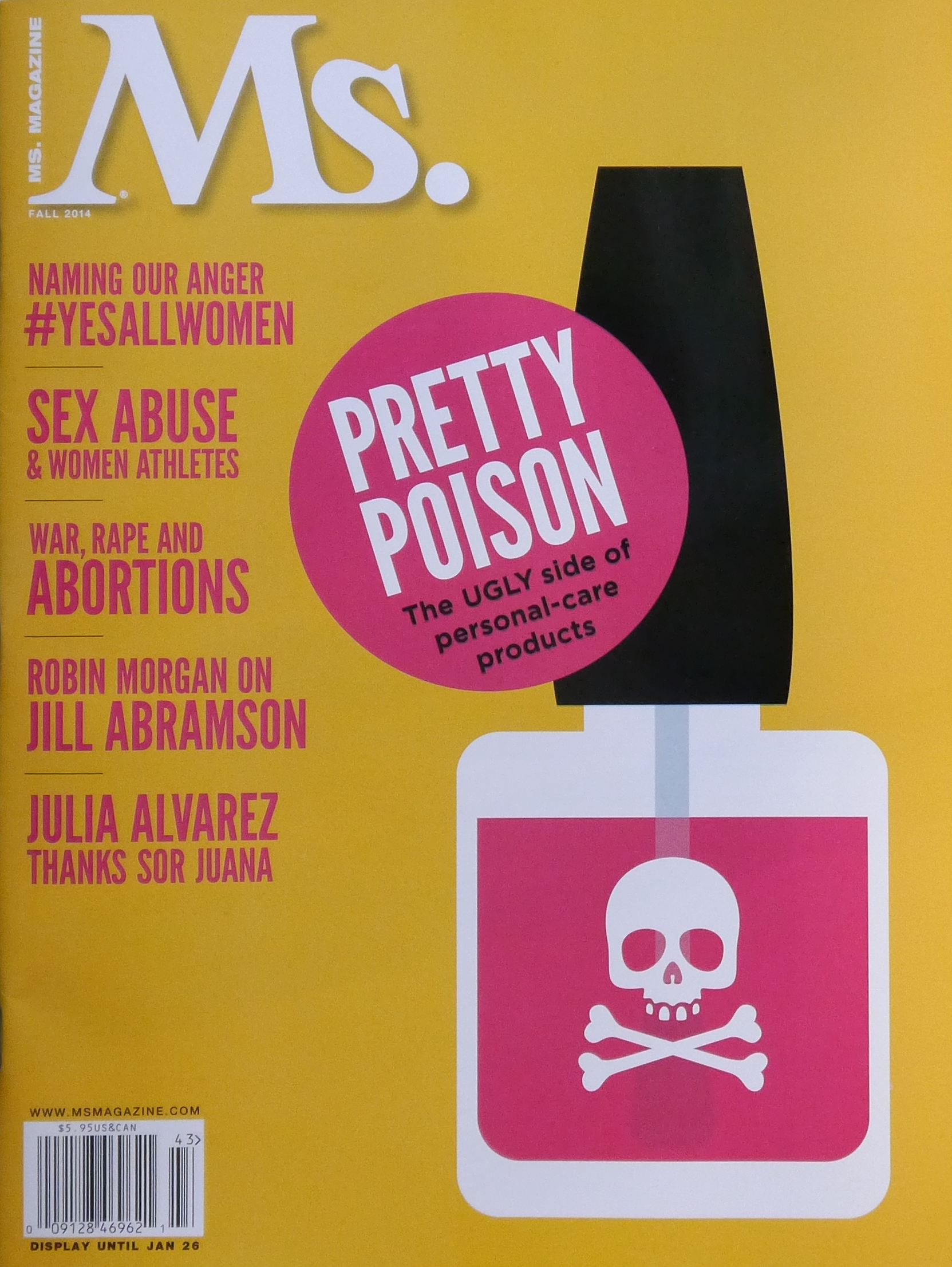
1. YesAllWomen aparece en la portada de la edición de otoño de 2014 de la en.

#YesAllWomen (en español «#SíTodasLasMujeres») es un hashtag de Twitter y una campaña en redes sociales en el cual los usuarios dan ejemplos o cuentan historias de misoginia y violencia contra la mujer.
 Utilizado por primera vez durante las conversaciones en línea que se generaron tras la masacre en Isla Vista de 2014, el hashtag se popularizó en mayo de 2014 y estuvo creado en parte en respuesta al hashtag de Twitter #NotAllMen. #YesAllWomen reflejó una campaña en la cual la base era que las mujeres compartieran sus historias personales de acoso y discriminación. #YesAllWomen intentó aumentar la concientización sobre el sexismo que las mujeres experimentan a menudo de personas que conocen.

## Origen
Tras la masacre en Isla Vista, California, la cual dejó seis muertos y catorce heridos, la actividad en Internet del asesino fue catalogada como misógina y el odio a las mujeres como un factor clave para perpetrar los asesinatos. A raíz de esta masacre y la campaña que generó, algunos usuarios de Twitter argumentaron que «no todos los hombres» (#NotAllMen) son así, o cometerían tales delitos. Otros respondieron satirizando estos argumentos y calificándolos como defensivos y evasivos ante un tema tan incómodo como lo es la violencia y el sexismo.
En reacción al hashtag «#NotAllMen», una usuaria de Twitter anónima creó «#YesAllWomen» para expresar que todas las mujeres son afectadas por sexismo y misoginia, aunque no todos los hombres sean sexistas. Algunas fuentes informaron que la creadora del hashtag era la usuaria de Twitter @gildedspine, que se confirmó cuando The Toast publicó una reflexión sobre ella en el aniversario del hashtag en 2015. #YesAllWomen rápidamente fue usado por mujeres a través de plataformas digitales para compartir sus experiencias sobre sexismo y acoso sexual. Algunos ejemplos de tweets expresaban: «'Tengo un novio' es la manera más fácil de conseguir que un hombre te deje en paz. Porque respeta otro hombre más que a ti.», «No debería tener que sostener las llaves de mi carro como un arma y mirar por encima de mis hombros cada segundo cuando camino por la noche» y «porque cada mujer tiene una historia sobre un hombre que siente con derecho sobre su cuerpo».

## Logros e impacto
Durante los cuatro días siguientes a la primera vez que se usó #YesAllWomen, el hashtag fue twiteado 1.2 millones de veces, superando a predecesores que también intentaron llamar la atención sobre la violencia y el sexismo hacia las mujeres. Cuatro días después de ser twiteado, la comentarista de The Guardian Jessica Valenti escribió que #YesAllWomen ayudó a ilustrar la prevalencia del sexismo cotidiano en contra de las mujeres. Rebecca Solnit lo describió como un momento decisivo «en el cual podrías ver el cambio sucediendo» y lo acreditó por popularizar el concepto de «derecho sexual», el cual se refiere a la furia masculina hacia las mujeres al no verse satisfechas sus necesidades emocionales o sexuales. En una entrevista con Democracy Now!, Solnit declaró que el hashtag ayudó a cambiar la manera de cómo la sociedad habla sobre violación. Cynthia Calkins Mercado, una profesora de psicología, dijo a The Kansas City Star que el hashtag cambió su opinión sobre la prevalencia de la misoginia en sociedad estadounidense. Escribiendo para The New Yorker, Sasha Weiss se refirió a la campaña como «una clase de monumento conmemorativo, una severa demanda por una sociedad más justa», y alabó Twitter como un vehículo potente para activismo.

### Controversia de caricaturas
El 1 de junio del 2014, los dibujantes Michael Kupperman y David Rees planificaron publicar una caricatura política titulada «Testosterone Entitlement Theatre Presents: The Man-Babies in 'Hashtag Harassment'!» («Teatro 'Derecho de testosterona' presenta: Los hombres bebés en 'Acoso por hashtag!'») para la entrega del domingo de «See Something, Say Something» de The New York Times que satirizó la respuesta del movimiento de los derechos del hombre al hashtag. Sin embargo, el diario creyó que los temas (rabia masculina, acoso en línea y el hashtag #yesallwomen) eran demasiado sensibles para publicarlo y se negaron a imprimirlo. En respuesta a la decisión de editorial, tanto Kupperman como Rees publicaron la caricatura de manera independiente. Aquel fin de semana, The New York Times publicó un cómic diferente por Brian McFadden que abordó temas similares.

### Crítica
Samantha Levine, una columnista en The Daily Beast, escribió que comparar las restricciones de código de vestimenta y a los hombres que silban a mujeres con la masacre de Isla Vista podría suponer que las mujeres que han sido víctimas de violencia no sean tomadas en serio cuándo utilizan el hashtag. Emily Shire criticó algunos de los tuits #YesAllWomen como triviales en el contexto de la masacre de Isla Vista, citando ejemplos como «Nunca he visto un marido sexy con una mujer gorda en una comedia de televisión».